# Бразильский крузадо
Крузадо (порт. Cruzado) — денежная единица Бразилии в 1986—1989 годах.

## История
Крузадо был введён на основании закона от 27 февраля 1986 года с 3 марта того же года, сменив крузейро в соотношении: 1000 крузейро = 1 крузадо.
В 1986 году выпущены новые стальные монеты номиналом от 1 сентаво до 5 крузадо, в 1987 году — 10 крузадо. В 1988 году были выпущены три стальные памятные монеты в 100 крузадо к 100-летию отмены рабства.
Выпуск банкнот в крузадо был начат в 1987 году, до февраля 1987 года в обращении использовались банкноты в крузейро, в том числе с надпечатками нового номинала в крузадо: 10 (на 10 000 крузейро), 50 (на 50 000), 100 крузадо (на 100 000). Банкноты в крузадо выпускались номиналами в 10, 50, 100, 500, 1000, 5000, 10 000 крузадо.
16 января 1989 года вместо крузадо введена новая денежная единица — новый крузадо. Обмен производился в соотношении: 1000 крузадо = 1 новый крузадо.

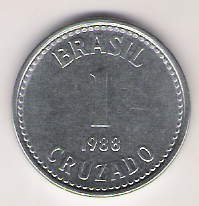
1 крузадо 1988 года (реверс)
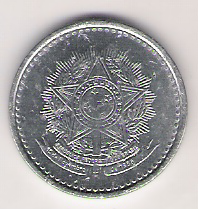
1 крузадо 1988 года (аверс)
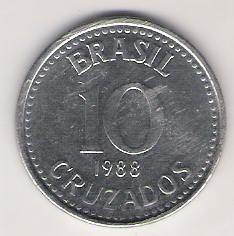
10 крузадо 1988 года (реверс)
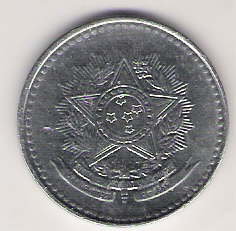
10 крузадо 1988 года (аверс)

## Банкноты
| Банкноты крузадо                               | Банкноты крузадо  | Банкноты крузадо  | Банкноты крузадо | Банкноты крузадо     | Банкноты крузадо             | Банкноты крузадо                                                      | Банкноты крузадо |
| Изображение                                    | Изображение       | Номинал (крузадо) | Размеры (мм)     | Основные цвета       | Описание                     | Описание                                                              | Годы печати      |
| Лицевая сторона                                | Оборотная сторона | Номинал (крузадо) | Размеры (мм)     | Основные цвета       | Лицевая сторона              | Оборотная сторона                                                     | Годы печати      |
| ---------------------------------------------- | ----------------- | ----------------- | ---------------- | -------------------- | ---------------------------- | --------------------------------------------------------------------- | ---------------- |
|                                                |                   | 10                | 154×73           | коричневый жёлтый    | Руй Барбоза                  | Выступление Барбозы на Гаагской мирной конференции                    | 1986             |
|                                                |                   | 50                | 154×73           | розовый, оранжевый   | Освалдо Крус, микроскоп      | Дворец Мангиньос, штаб-квартира Фонда Освальдо Круса в Рио-де-Жанейро | 1986             |
|                                                |                   | 100               | 154×73           | жёлтый, голубой      | Жуселину Кубичек             | Дворец Национального конгресса Бразилии, Дворец Алворада              | 1992             |
|                                                |                   | 500               | 154×73           | Бежевый, голубой     | Эйтор Вила-Лобос, лилии      | Вила-Лобос на фоне картины «Conquista do Amazonas».                   | 1991             |
|                                                |                   | 1000              | 154×73           | Оранжевый фиолетовый | Жуакин Мария Машаду де Ассис | Рио-де-Жанейро в 1905 году                                            | 1992             |
|                                                |                   | 5000              | 154×73           | голубой желтый       | Кандиду Портинари            | Портинари пишет картину "Baianas"                                     | 1992             |
|                                                |                   | 10000             | 154×73           | красный желтый       | Карлус Шагас                 | Шагас в лаборатории                                                   | 1992             |
| Масштаб изображений — 1,0 пикселя на миллиметр |                   |                   |                  |                      |                              |                                                                       |                  |